# Andrew Driver
Andrew Driver (Oldham, 1987. november 20. –) angol labdarúgó, jelenleg az amerikai Houston Dynamo játékosa.